# Скевоморфизм

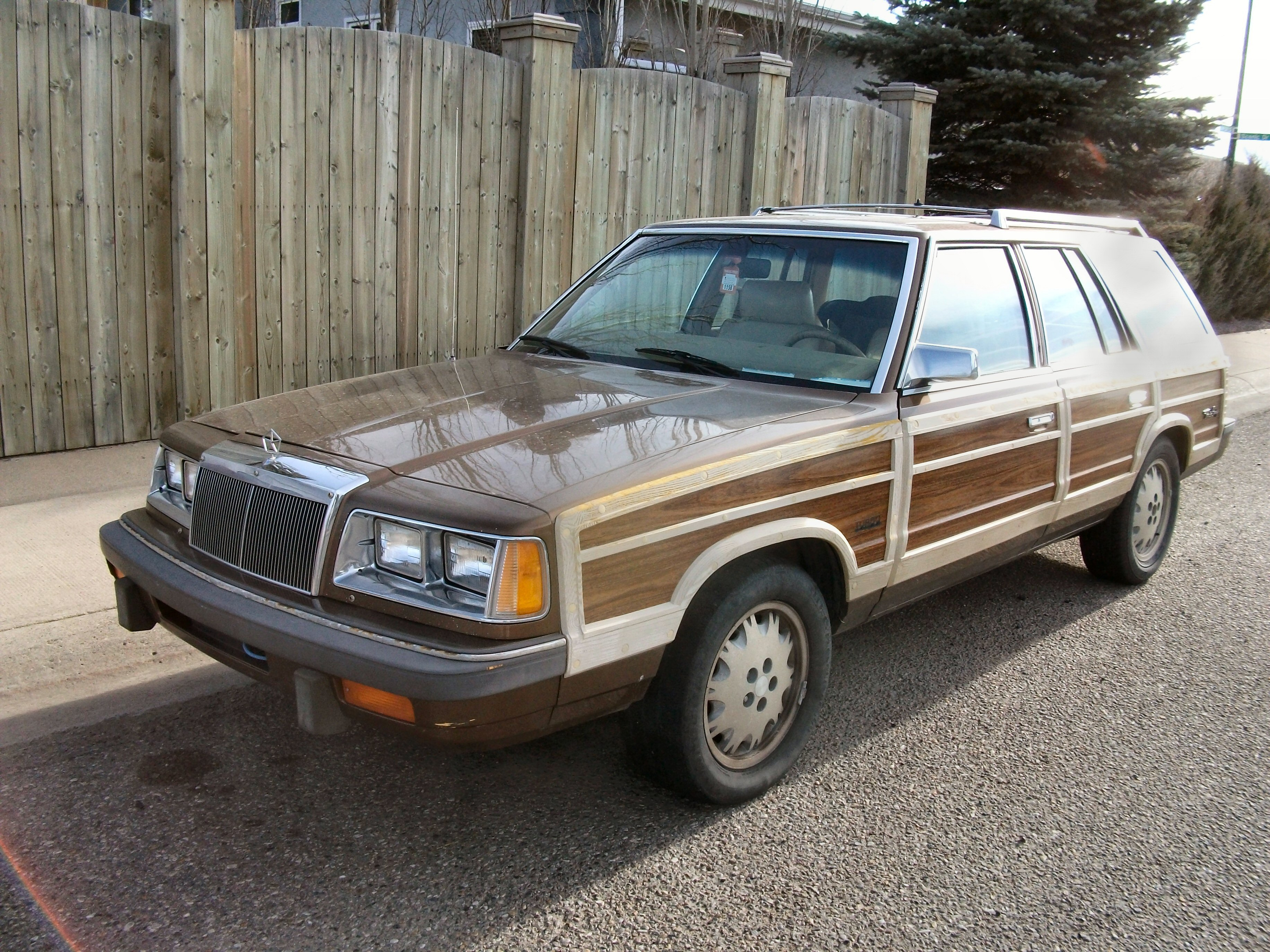
Chrysler Town & Country 1986 года: накладки на бортах имитируют деревянную обшивку как на автофургонах 1930-х годов

Скевоморфи́зм (англ. skeuomorph (скюаморф); греч. σκεῦος — «сосуд», «орудие», μορφή — «форма») — физический орнамент или элемент дизайна, который скопирован с формы другого объекта, но изготовлен из отличающихся материалов или иными методами. Примеры включают в себя керамику, украшенную имитацией заклёпок для схожести с аналогичными горшками, сделанными из металла, или компьютерный календарь, который имитирует внешний вид скрепления страниц бумажного настольного календаря.
Одним из первых, реализовавших на практике идеи скевоморфизма в компьютерных интерфейсах, был немецкий разработчик программного обеспечения Кай Краузе, который в 1992 году выпустил набор плагинов для Adobe Photoshop Kai's Power Tools, отличавшихся революционным на тот момент дизайном, имитирующем реальные инструменты для рисования.
Скевоморфизм в компьютерных интерфейсах был особо популярен в конце 2000-х — начале 2010-х годов, став основой стиля, позже названного Frutiger Aero. С середины 2010-х годов его вытесняет другая тенденция — плоский дизайн.

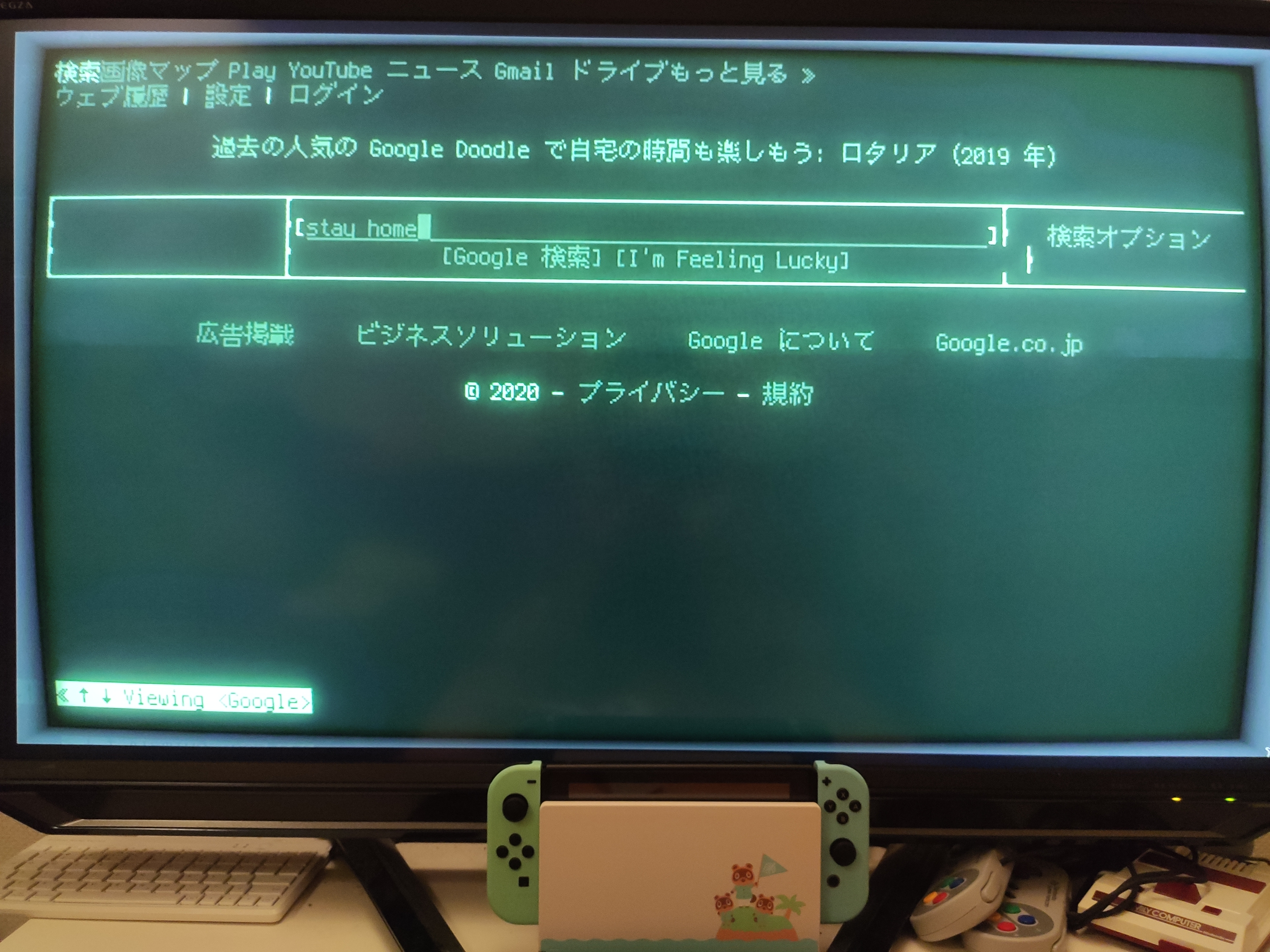
Эмулятор терминала Cool Retro Term имитирует экран кинескопа на жидкокристаллическом мониторе
Фильтр для Photoshop из набора плагинов Kai's Power Tools, имитирующий линзу, которая может менять параметры и отбрасывает тень
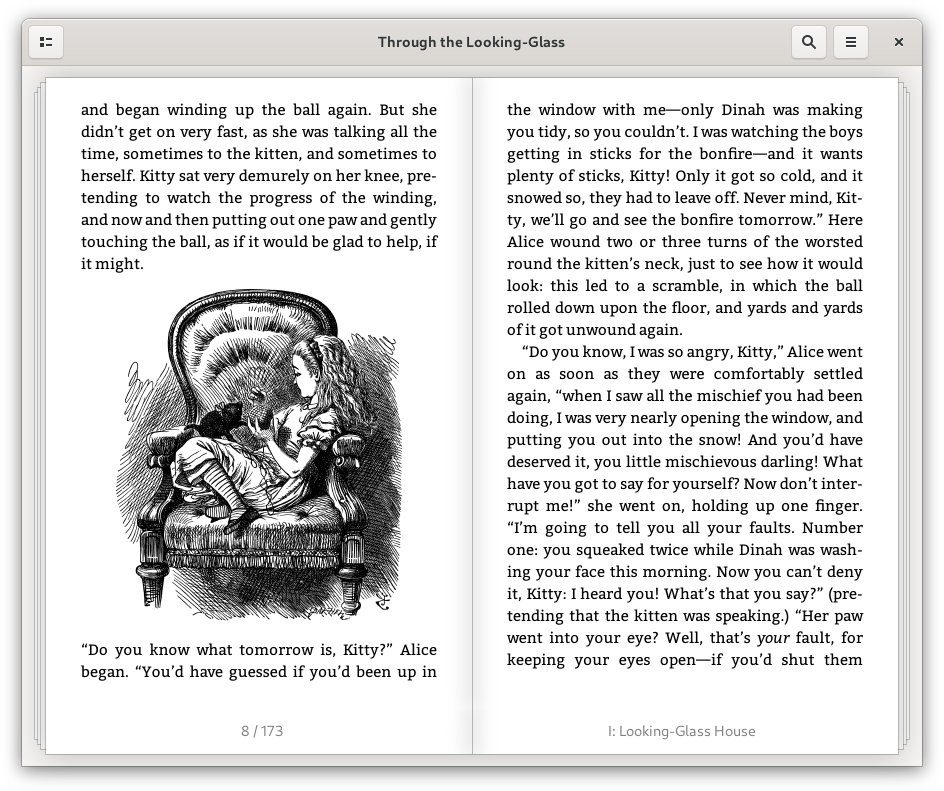
Программа для чтения электронных книг Foliate имитирует книжный разворот
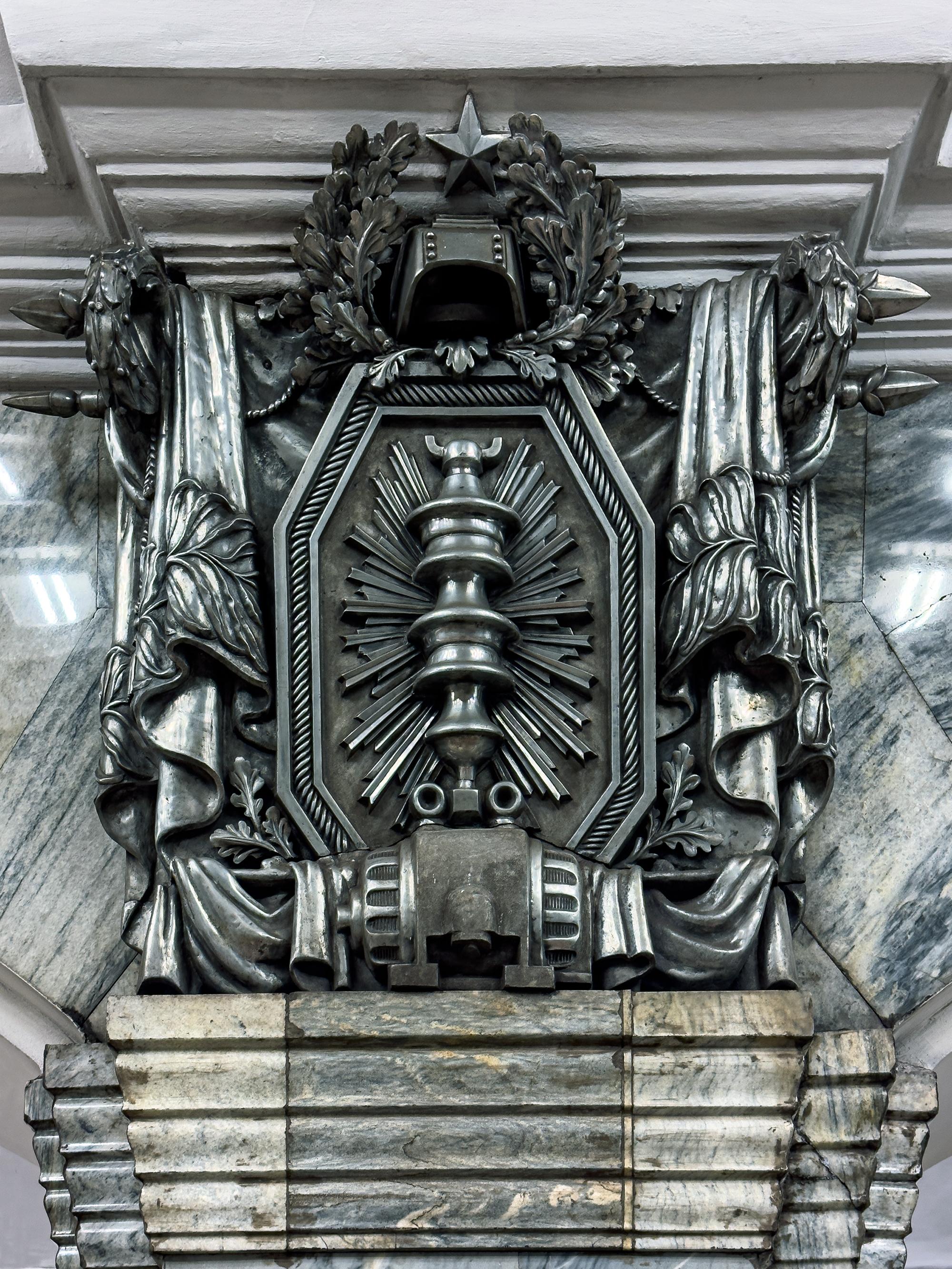
Алюминиевый горельеф, окраска и полировка которого придают ему вид серебряного
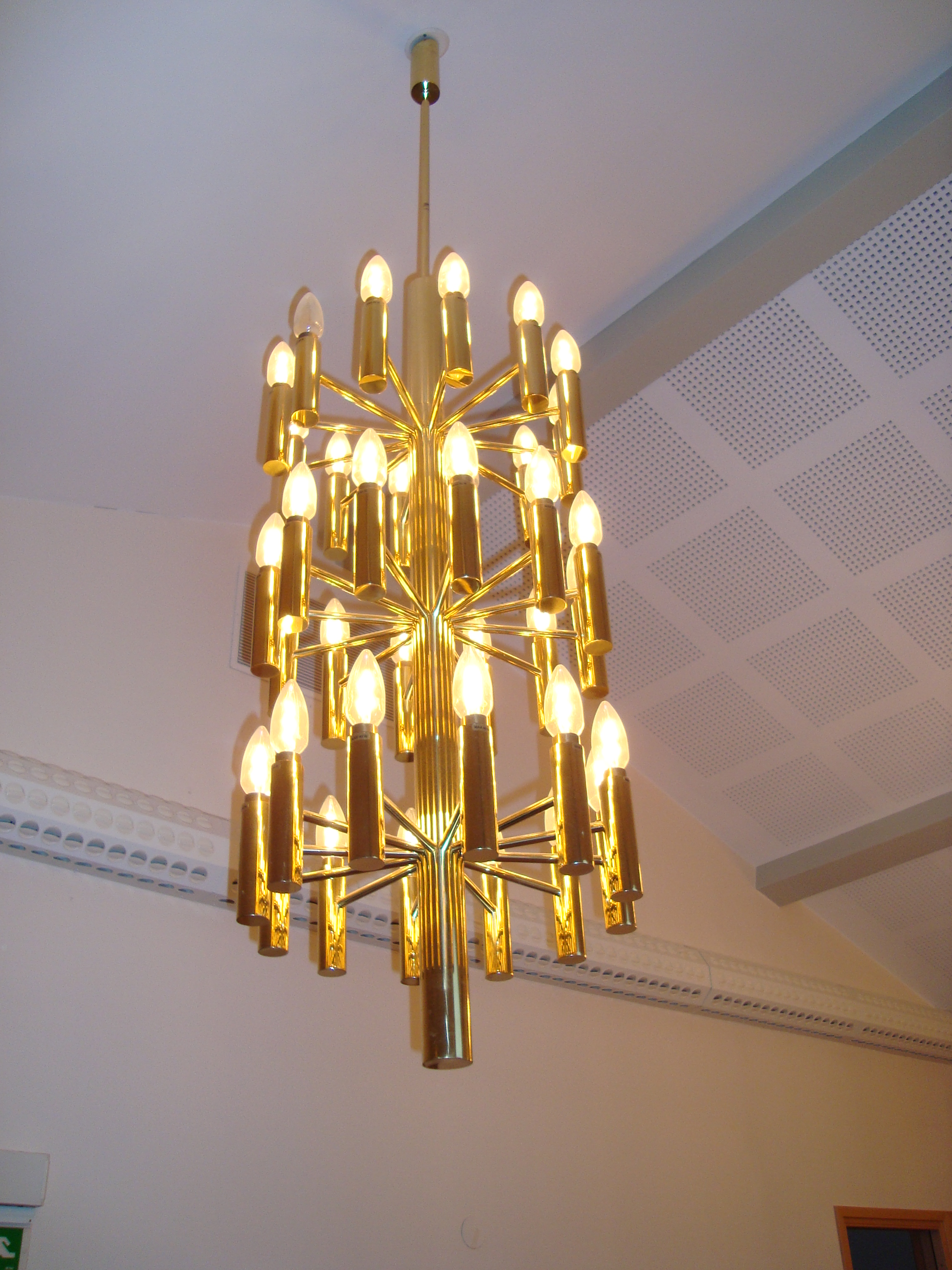
Лампы накаливания, имитирующие свечи